# DE9 - Closer to the Edit
Albums de Richie Hawtin
Decks, EFX & 909
(1999) DE9 | Transitions
(2005)
DE9 | Closer to the Edit est un album de Richie Hawtin sorti en 2001 sur son label Minus.